# Horki
Horki (bělorusky Горкі, rusky Горки – Gorki) je město v Mohylevské oblasti v Bělorusku. K roku 2017 měly přes čtyřiatřicet tisíc obyvatel.

## Poloha
Horki leží na řece Proně, přítoku Soži v povodí Dněpru. Od bělorusko-ruské státní hranice jsou vzdáleny přibližně dvacet kilometrů západně, od Mohyleva, správního střediska oblasti, přibližně osmdesát kilometrů severovýchodně.